# Blanka (1198.)
Infanta Blanka (1198. – oko 1240.) – poznata i kao Branca/Blanche – bila je osmo dijete kralja Sanča I. Portugalskoga i njegove supruge, Dulce Aragonske. Alfons II. Portugalski bio je Blankin brat.
O Blankinom se životu ne zna mnogo. Poznato je da je Blanka odgojena na dvoru sa očevom ljubavnicom.
Blanka je postala redovnica. 